# Deceased
Deceased (рус. «умерший») — американская трэш-дэт-метал-группа из штата Виргиния, основанная в 1985 году. Является первой группой, подписавшей контракт с лейблом Relapse Records, на котором выпустили четыре студийных альбома и несколько мини-альбомов, перед тем как прекратить сотрудничество в 2003 году. Тексты песен группы состредоточены вокруг тематики жанра ужасов.

## История
Deceased была основана в начале 1985 года Кингом Фоули (вокал, бас-гитара), Дугом Саутером (гитара) и Марком Адамсом (гитара). Изначально группа вдохновлялась хеви-метал-группами наподобие Black Sabbath, Judas Priest и Iron Maiden, однако вскоре после основания сменила направление в сторону более агрессивного трэш- и дэт-метала. В том же году к коллективу присоединился барабанщик Марсель ДеСантос, однако из-за различий в музыкальных вкусах, он быстро покинул группу, и место за ударными занял Фоули. В это же время в состав прибыл басист Роб Стерзель, заменивший на этом посту Фоули.
Летом 1986 года группа записала первое демо The Evil Side of Religion. Для записи они позвали своего знакомого с восьмидорожечным магнитофоном и расплатились с ним двадцатью долларами и несколькими банками пива. Музыканты распространяли это демо самостоятельно своим знакомым, зачастую раздавая его бесплатно. В 1987 году Deceased вынуждено взяли перерыв из-за усугубившейся наркотической зависимости Фоули, но уже к концу года музыканты возобновили репетиции. Однако в следующем году басист Роб Стерзель был насмерть сбит машиной, и группа снова была вынуждена приостановить деятельность. В 1988 году к коллективу присоединился Лес Сайдер, и в Хеллоуин того же года было выпущено второе демо Birth by Radiation, которое в этот раз было записано в студии Inner Ear Studios. В той же студии была записана и следующая демозапись Nuclear Exorcist (1989), которая разошлась тиражом в более 2 000 экземпляров, позволив Deceased выступать с такими группами как Morbid Angel и Immolation.
В августе 1990 года давний друг группы, Мэтт Якобсон, решил организовать собственный музыкальный лейбл для продвижения метал-коллективов, который в итоге получил название Relapse Records. Вскоре после его основания он предложил Deceased первыми подписать контракт со своим лейблом. В конце того же года группу покинул гитарист Дуг Саутер; его место занял Майк Смит. В мае 1991 года на Relapse вышел мини-альбом Gut Wrench, и на рубеже 91-92 годов вышел дебютный полноформатный альбом Deceased — Luck of the Corpse, разошедшийся тиражом в 20 000 экземрляров. Вскоре последовали мини-альбом 13 Frightened Souls (1993), альбом The Blueprints for Madness (1995) и сборник ранних демо и концертных записей Death Metal from the Grave (1996).
В 1997 году вышел третий студийный альбом Fearless Undead Machines, который получил широкое признание критиков. На этом альбоме группа решила отойти от традиционного дэт-метала и разнообразить его звучание трэш- и хеви-металом. Группа продолжила использовать подобный подход на следующем альбоме Supernatural Addiction (2000) и провела остаток 2000 года в концертных турах с такими командами как Exhumed, Cephalic Carnage и Origin.
В связи с успешными продажами Supernatural Addiction, лейбл начал давить на группу для скорейшего выпуска нового материала. Так как у группы не было времени на создание полноформатного альбома, было решено выпустить мини-альбом Behind the Mourner's Veil (2001), в основном состоящий из каверов на других исполнителей. Из-за давления Relapse Records, крайне ограниченного бюджета и слабого продвижения мини-альбома, у музыкантов осложнились отношения с лейблом и в 2003 году они прекратили сотрудничество. После этого они заключили сделку с Thrash Corner Records, на котором был выпущен альбом As the Weird Travel On (2005). Затем на лейбле Hell's Headbangers вышел следующий альбом Surreal Overdose (2011) и спустя несколько лет последовали Ghostly White (2018) и Thrash Times at Ridgemont High (2021).

## Состав
- Кинг Фоули — вокал (1985—настоящее время), бас-гитара (1985—1986), ударные (1986—2003, 2008—2012)
- Майк Смит — гитара (1990—настоящее время)
- Шейн Фугал — гитара (2007—настоящее время)
- Лес Сайдер — бас-гитара (1988—настоящее время)
- Амос Рифкин — ударные (2018—настоящее время)

Бывшие участники
- Марсель ДеСантос — ударные (1985—1986)
- Марк Адамс — гитара (1985—2007)
- Дуг Саутер — гитара (1985—1990)
- Роб Стерзель — бас-гитара (1986—1988; умер в 1988 году)
- Дэвид Кастильо — ударные (2003—2008, 2012—2018; умер в 2018 году)

## Дискография
Студийные альбомы
- Luck of the Corpse[англ.] (1991)
- The Blueprints for Madness (1995)
- Fearless Undead Machines[англ.] (1997)
- Supernatural Addiction[англ.] (2000)
- Rotten to the Core (2004, кавер-альбом)
- As the Weird Travel On (2005)
- Surreal Overdose (2011)
- Ghostly White (2018)
- Rotten to the Core Part 2 (The Nightmare Continues) (2020, кавер-альбом)
- Thrash Times at Ridgemont High (2021)
- Children of the Morgue (TBA)

Мини-альбомы
- Gut Wrench (1991)
- 13 Frightened Souls (1993)
- Behind the Mourner's Veil[англ.] (2001)
- Inject the Ugliness (2007)

Концертные альбомы
- Up the Tombstones!!! Live 2000 (2002)
- Blood Orgy in College Park - Stalking the Airwaves!!! (2010)
- The Figure of Uneasiness (2014)
- Death Metal from the Dave (2019)

Демо
- The Evil Side of Religion (1986)
- Birth by Radiation (1988)
- Nuclear Exorcist (1989)
- One Night in the Cemetery (1989)
- Live with the Legions (1992)
- Demo I 1995 (1995)
- Demo II 1995 (1995)